# Mi de l'Àguila
Mi de l'Àguila (μ Aquilae) és un sistema estel·lar a la constel·lació de l'Àguila,. Està aproximadament a 111 anys llum de la Terra.
El component primari, μ Aquilae A, és una estrella gegant taronja de tipus K amb una magnitud aparent de +4,45. A part de la primària s'han observat cinc altres estrelles veïnes. Almenys dues d'aquestes estrelles, μ Aquilae B and C, són companyes òptiques.